# Såta
Såta är en kulle i Antarktis. Den ligger i Östantarktis. Norge gör anspråk på området. Toppen på Såta är 230 meter över havet.
Terrängen runt Såta är kuperad österut, men västerut är den platt. Havet är nära Såta åt nordväst. Trakten är obefolkad. Det finns inga samhällen i närheten. 